# عضة القطط
عضة القطط هي عضات يتعرض لها الإنسان والقطط الأخرى والحيوانات الأخرى من قبل القط المنزلي، قد يعتبرها البعض غير مهمة، على الرغم من أن عضات القطط غير شائعة، إلا أنها يمكن أن تسبب أحيانًا داء الكلب مما يؤدي إلى مضاعفات، وفي حالات نادرة جدًا إلى الوفاة.

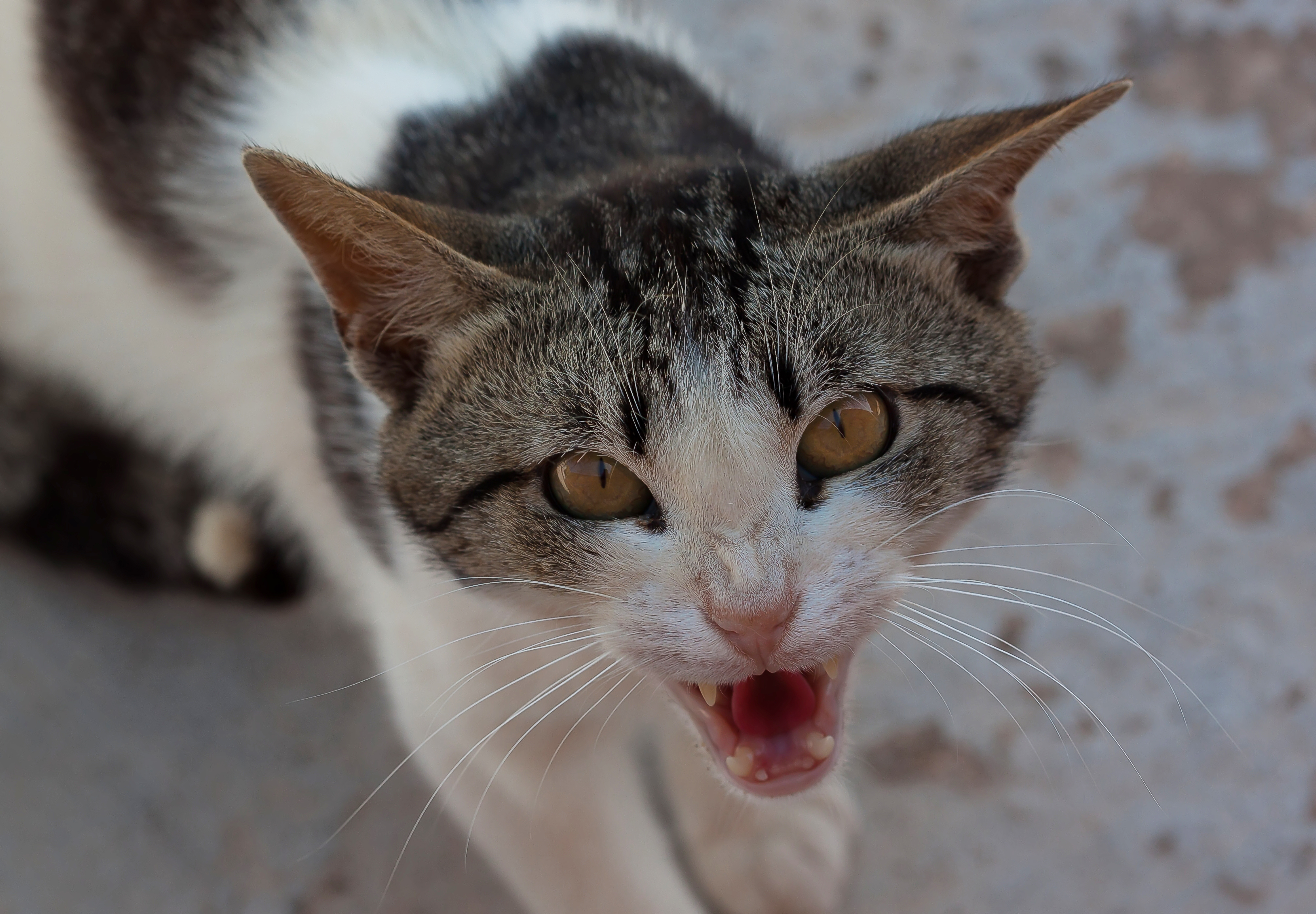
قط غاضب

## العلامات والأعراض

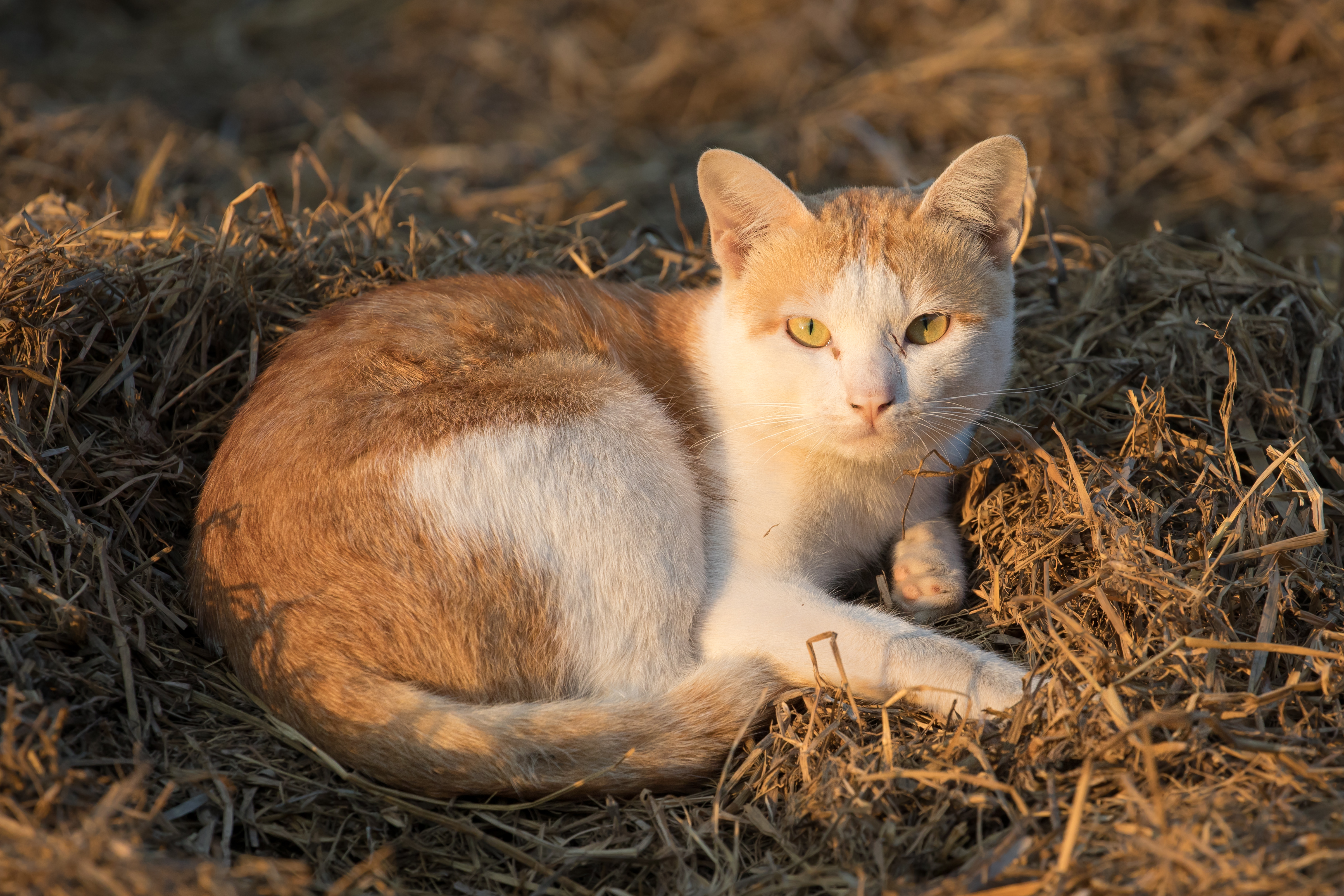
قط يرقد في الشمس

- تُعتبر عضات القطط عادةً إصابات طفيفة ولكنها يمكن أن تؤدي إلى عدوى خطيرة وتسبب داء الكلب إذا تعرضت لها قطة مسعورة.[5]
- تشمل الأعراض الشائعة الألم والتورم حول المنطقة المصابة، في بعض الأحيان، يمكن أن يؤدي تلف الأنسجة المباشر الناتج عن عضة القطة إلى إعاقة الحركة أو التسبب في التهاب غمد الوتر أو التهاب المفاصل.
- بعض أنواع العدوى المكتسبة من عضة قطة يمكن أن تكون مكتسبة بطريقة أخرى، مثل الطاعون.
- مرض خدش القطة هو مرض بكتيري قد يصاب به الأشخاص بعد تعرضهم للعض أو الخدش من قبل قطة. تحمل حوالي 40% من القطط البكتيريا في وقت ما في أفواهها.
- على الرغم من أن القطط الصغيرة التي يقل عمرها عن عام واحد تكون أكثر عرضة للإصابة بها، معظم القطط المصابة بهذه العدوى لا تظهر عليها أي علامات المرض.
- داء الباستوريلا هو مرض بكتيري يرتبط مع عضات الحيوانات والخدوش، الباستوريلا spp هي بكتيريا طبيعية تعيش أيضًا في أفواه القطط السليمة، يمكن أن تصاب القطط بالخراجات أو الالتهابات الجلدية في الأماكن التي تم خدشها أو عضها من قبل حيوان آخر.[6]
- عند البشر يسبب داء الباستوريلا جروحًا مؤلمة والتهابات جلدية، وفي الحالات الشديدة، يمكن أن يسبب عدوى واسعة النطاق وقد يؤثر حتى على الجهاز العصبي.[7]

## داء الكلب
هو مرض عصبي مميت يصيب الحيوانات والبشر، ويسببه فيروس، تصاب الحيوانات والبشر في أغلب الأحيان بالعدوى من خلال لدغات الحيوانات المسعورة.
قد تظهر على القطط المصابة مجموعة متنوعة من العلامات، ولكن غالبًا ما تعاني من تغيرات سلوكية مفاجئة وشلل تدريجي.

## التشخيص
- يتم مساعدة التشخيص من خلال الحصول على تاريخ للظروف المحيطة بالعضة.
- يتم ملاحظة وقت حدوث اللدغة وموقع اللدغة وفحص اللدغة، وقد تكون أيضًا مصابة بالحمى، وقد يحدث تورم حول الجرح..
- نظرًا لأن الجرح الناتج عن اللدغة قد يلتئم بسرعة كبيرة بسبب الثقوب، فقد يحتاج إلى فتحه واستكشافه. يمكن استخدام بيروكسيد الهيدروجين في المنزل لإعادة فتح الجرح، مع الضغط حول الجرح لتصريف أي خراجات. بالنسبة للجروح العميقة، قد يلزم تكرار هذه العملية. في المستشفى.
- عادةً ما يكون تشخيص إصابة القطة بداء الكلب واضحًا من خلال ملاحظة القطة.
- قد تظهر القطط المصابة بداء الكلب أيضًا مضطربة وتلهث وتهاجم الحيوانات أو الأشخاص أو الأشياء الأخرى.
- عادة ما تموت الحيوانات المصابة بداء الكلب في غضون أيام قليلة من ظهور المرض.
- تطعيم القطة يمكن أن يمنع انتقال داء الكلب من خلال القطة من خلال العض.
- إذا كان القط مشتبهًا في إصابته بداء الكلب، فإن الشخص الذي تم عضه سيبدأ على الفور العلاج بلقاح داء الكلب.[9]

## الوقاية
غالبًا ما يمكن الوقاية من عضات القطط عن طريق:
تجنب القطط، تعليم الأطفال عدم مضايقة القطط أو الحيوانات الأليفة الأخرى.
توخي الحذر مع القطط غير المألوفة، الاقتراب من القطط بحذر، حتى لو بدت ودودة تجنب اللعب الخشن مع القطط.
يُنظر إلى اللعب الخشن على أنه عدواني. سيؤدي هذا إلى اتخاذ القطة موقفًا دفاعيًا عندما يقترب منها الناس، منع عضات القطط يشمل عدم استفزازها.
إذا كانت القطة تتفاعل، فتعامل معها بحذر، واحرص على عدم إثارة أي ردود فعل خوف أو عدوانية.
قد تعض القطة معالجها أو أي شخص قريب منها في محاولة للدفاع عن نفسها.

## العلاج
- الخطوة الأولى في العلاج تشمل غسل جرح العض ثم ريه بالماء وكحول الأيزوبروبيل.
- إذا كان خطر الإصابة بالعدوى منخفضًا، يتم في بعض الأحيان خياطة الجرح فقط.
- يحتاج الشخص الذي تعرض لعضة قطة مصابة بداء الكلب إلى علاج متخصص.
- يمكن الوقاية من الالتهابات الناتجة عن عضات القطط عن طريق غسل الجروح فورًا بالصابون والماء الدافئ.
- اطلب الرعاية الطبية إذا لم يتم تطعيم القطة ضد داء الكلب.
- إذا عضت قطة شخصًا ما، ولا يوجد دليل على أن القطة قد تم تطعيمها ضد داء الكلب، فسيتم علاج الشخص من عدوى داء الكلب.[11][12]